# 陶伟 (1966年)
陶伟（1966年1月11日—2012年8月27日），男，北京人，中国大陸前足球运动员，后担任中国中央电视台体育频道足球评论员、德甲联赛解说顾问。

## 生平
1980年代，陶伟效力于北京足球队，曾经入选中国国家青年足球队。1992年，陶伟赴塔希提AS龙队踢球。1994年中国足球甲级A组联赛开始后，陶伟和北京队队友翟飙一起转会加盟四川全兴队，但出场次数不多，1996年因伤从四川全兴队退役。
退役后，陶伟加入了中国梦舟明星足球队，随队赴各地比赛，以促进慈善事业。
1996年，陶伟在一次篮球赛上遇到了女演员吕丽萍。1999年1月16日，他与女演员吕丽萍在美国洛杉矶华清信会教堂结婚。吕丽萍还曾出资和陶伟共同创办了北京汇佳猎豹足球俱乐部，陶伟任总经理兼法人代表。但两人于2001年8月2日经北京市朝阳区人民法院判决离婚。
在同吕丽萍的婚姻期间，陶伟接替了前中国国家足球队队员李维淼和德国足球甲级联赛专家于大川，开始在中国中央电视台体育频道担任德国足球甲级联赛解说顾问。他在解说中曾先后同黄健翔、段暄搭档，其解说深受观众好评。
陶伟在2011年再婚，第一个儿子于2012年出生。
2012年8月27日，陶伟被发现在济南市二环东路的倪氏海泰大酒店1307号房间内死亡。经济南市公安机关调查及勘察，未发现他杀迹象，确认为猝死。